# 庫拉 (夏威夷州)
庫拉（英語：Kula）是位於美國夏威夷州茂宜縣的一個人口普查指定地區。

## 地理
庫拉的座標為20°47′32″N 156°19′37″W / 20.79222°N 156.32694°W，而該地最高點為海拔高度800米（即2624英尺）。

## 人口
根據2010年美國人口普查的數據，庫拉的面積為106.60平方千米，當中陸地面積為160.00平方千米，而水域面積為0.60平方千米。當地共有人口6452人，而人口密度為每平方千米60.53人。